# Рґельсько
Рґельсько (пол. Rgielsko, нім. Seehausen) — село в Польщі, у гміні Вонґровець Вонґровецького повіту Великопольського воєводства.
Населення — 329 осіб (2011).
У 1975-1998 роках село належало до Пільського воєводства.

## Демографія
Демографічна структура станом на 31 березня 2011 року:
|          | Загалом | Допрацездатний вік | Працездатний вік | Постпрацездатний вік |
| -------- | ------- | ------------------ | ---------------- | -------------------- |
| Чоловіки | 163     | 43                 | 106              | 14                   |
| Жінки    | 166     | 46                 | 95               | 25                   |
| Разом    | 329     | 89                 | 201              | 39                   |